# Ibipeba (kommun)
Ibipeba är en kommun i Brasilien.   Den ligger i delstaten Bahia, i den östra delen av landet, 800 km nordost om huvudstaden Brasília. Antalet invånare är 17 021.
Följande samhällen finns i Ibipeba:
- Ibipeba

Omgivningarna runt Ibipeba är huvudsakligen savann. Runt Ibipeba är det mycket glesbefolkat, med 6 invånare per kvadratkilometer.